# Route nationale 381
Die Route nationale 381, kurz N 381 oder RN 381, war eine französische Nationalstraße.
Die Straßennummer wurde erstmals im Jahr 1933 in das Nationalstraßennetz aufgenommen.
Die Straße verlief in drei Teilabschnitten von einer Kreuzung mit der Nationalstraße 3 bei Metz aus zu einer Kreuzung mit der Nationalstraße 64 bei Douzy.
Im Jahr 1973 wurde sie komplett von der Nationalstraße 43 übernommen, die im Jahr 2006 auf diesem Abschnitt komplett zu Département-Straßen abgestuft wurde.
Die Länge des Abschnittes von Douzy bis Montmédy betrug 35 Kilometer, von Longuyon bis zur Nationalstraße 52bis 28,5 Kilometer und von Briey bis zur Nationalstraße 3 21,5 Kilometer.

## N381a
Die N381A war von 1933 bis 1973 ein 12 Kilometer langer Seitenast der Nationalstraße 381, der in Carignan abzweigte und zur belgischen Grenze bei Florenville führte, wo sie ihre Fortsetzung in der heutigen belgischen N85 fand.

## N381b
Die N381B war von 1933 bis 1973 ein 7,5 Kilometer langer Seitenast der Nationalstraße 381, der in Montmédy abzweigte und zur belgischen Grenze bei Virton führte, wo sie ihre Fortsetzung in der heutigen belgischen N871 fand.